# Thuré (Vienne)
Pour les articles homonymes, voir Thuré.
Thuré est une commune du Centre-Ouest de la France, située au nord-ouest de Châtellerault, dans le département de la Vienne (région Nouvelle-Aquitaine).
Son village de Besse fait partie de l'agglomération châtelleraudaise.

## Géographie

### Géologie et relief
La région de Thuré présente un paysage de plaines vallonnées plus ou moins boisées. Le terroir se compose :
- de tuffeau jaune pour 23 %, d'argilo pour 22 % et de sables verts pour 15 % sur les collines et les dépressions sableuses des bordures du Bassin parisien ;
- de tuffeau blanc pour 11 % et de champagnes ou aubues pour 21 % sur les autres collines ;
- de calcaires pour 7 % dans les vallées et les terrasses alluviales.

### Communes limitrophes
| Sossais                | Saint-Gervais-les-Trois-Clochers | Usseau Antran |
| Saint-Genest-d'Ambière | Thuré                            | Châtellerault |
| Scorbé-Clairvaux       | Colombiers                       | Naintré       |

### Hydrographie
La commune est traversée par 19 km de cours d'eau dont les principaux sont la Veude sur une longueur de 5 km et l'Envigne, aussi sur une longueur de 5 km. Comme pour l'ensemble de la région Poitou-Charentes, la commune a vu la qualité de son eau se dégrader ces dernières années. Au déficit récurrent s'ajoute une pollution engendrée par les diverses activités humaines, notamment agricoles. Ainsi, la commune se situe en zone de répartition des eaux, où l'on observe une insuffisance chronique des ressources en eau par rapport aux besoins. Par ailleurs, elle est concernée par le classement en zones sensibles, où une élimination plus poussée des paramètres azote et/ou phosphore présents dans les eaux usées est nécessaire pour lutter contre les phénomènes d’eutrophisation[réf. nécessaire].

### Climat
Le climat qui caractérise la commune est qualifié, en 2010, de « climat océanique altéré », selon la typologie des climats de la France qui compte alors huit grands types de climats en métropole. En 2020, la commune ressort du même type de climat dans la classification établie par Météo-France, qui ne compte désormais, en première approche, que cinq grands types de climats en métropole. Il s’agit d’une zone de transition entre le climat océanique, le climat de montagne et le climat semi-continental. Les écarts de température entre hiver et été augmentent avec l'éloignement de la mer. La pluviométrie est plus faible qu'en bord de mer, sauf aux abords des reliefs.
Les paramètres climatiques qui ont permis d’établir la typologie de 2010 comportent six variables pour les températures et huit pour les précipitations, dont les valeurs correspondent à la normale 1971-2000. Les sept principales variables caractérisant la commune sont présentées dans l'encadré ci-après.
| Paramètres climatiques communaux sur la période 1971-2000 - Moyenne annuelle de température : 12,1 °C - Nombre de jours avec une température inférieure à −5 °C : 1,5 j - Nombre de jours avec une température supérieure à 30 °C : 6,3 j - Amplitude thermique annuelle : 14,5 °C - Cumuls annuels de précipitation : 675 mm - Nombre de jours de précipitation en janvier : 10,3 j - Nombre de jours de précipitation en juillet : 6,3 j |

Avec le changement climatique, ces variables ont évolué. Une étude réalisée en 2014 par la Direction générale de l'Énergie et du Climat complétée par des études régionales prévoit en effet que la  température moyenne devrait croître et la pluviométrie moyenne baisser, avec toutefois de fortes variations régionales. La station météorologique de Météo-France installée sur la commune et en service de 1990 à 2019 permet de connaître l'évolution des indicateurs météorologiques. Le tableau détaillé pour la période 1981-2010 est présenté ci-après.
| Mois                                  | jan.          | fév.           | mars          | avril         | mai           | juin          | jui.          | août          | sep.          | oct.          | nov.          | déc.           | année      |
| ------------------------------------- | ------------- | -------------- | ------------- | ------------- | ------------- | ------------- | ------------- | ------------- | ------------- | ------------- | ------------- | -------------- | ---------- |
| Température minimale moyenne (°C)     | 2,5           | 2,5            | 4,6           | 6,2           | 10            | 12,8          | 14,4          | 14,6          | 11,5          | 9,1           | 5             | 2,5            | 8          |
| Température moyenne (°C)              | 5,1           | 5,9            | 8,8           | 11            | 15            | 18,2          | 20,3          | 20,5          | 16,8          | 13,1          | 8,1           | 5,1            | 12,4       |
| Température maximale moyenne (°C)     | 7,8           | 9,3            | 13,1          | 15,7          | 20,1          | 23,7          | 26,1          | 26,3          | 22,1          | 17,1          | 11,2          | 7,7            | 16,7       |
| Record de froid (°C) date du record   | −11 07.01.09  | −11,2 07.02.91 | −9,2 01.03.05 | −3,5 07.04.08 | 0,8 07.05.97  | 5,3 01.06.06  | 7,1 10.07.04  | 7 31.08.96    | 3 14.09.96    | −2,2 29.10.97 | −8,5 22.11.93 | −10,2 29.12.96 | −11,2 1991 |
| Record de chaleur (°C) date du record | 15,6 05.01.99 | 23,3 27.02.19  | 24,5 19.03.05 | 30,1 30.04.05 | 32,3 27.05.05 | 40,3 29.06.19 | 40,8 23.07.19 | 40,4 06.08.03 | 33,8 13.09.16 | 30 02.10.11   | 23,1 08.11.15 | 18,6 07.12.00  | 40,8 2019  |
| Précipitations (mm)                   | 59,7          | 46,2           | 48,1          | 52,5          | 55,6          | 50,6          | 44            | 46,4          | 55,9          | 69,2          | 73,8          | 68,8           | 670,8      |

## Urbanisme

### Typologie
Au 1er janvier 2024, Thuré est catégorisée commune rurale à habitat dispersé, selon la nouvelle grille communale de densité à sept niveaux définie par l'Insee en 2022.
Elle est située hors unité urbaine. Par ailleurs la commune fait partie de l'aire d'attraction de Châtellerault, dont elle est une commune de la couronne,. Cette aire, qui regroupe 44 communes, est catégorisée dans les aires de 50 000 à moins de 200 000 habitants,.

### Occupation des sols
L'occupation des sols de la commune, telle qu'elle ressort de la base de données européenne d’occupation biophysique des sols Corine Land Cover (CLC), est marquée par l'importance des territoires agricoles (67,9 % en 2018), en diminution par rapport à 1990 (69,2 %). La répartition détaillée en 2018 est la suivante : 
terres arables (42,2 %), forêts (27,2 %), zones agricoles hétérogènes (23,6 %), zones urbanisées (3,7 %), prairies (2,1 %), milieux à végétation arbustive et/ou herbacée (1,1 %), zones industrielles ou commerciales et réseaux de communication (0,1 %). L'évolution de l’occupation des sols de la commune et de ses infrastructures peut être observée sur les différentes représentations cartographiques du territoire : la carte de Cassini (XVIIIe siècle), la carte d'état-major (1820-1866) et les cartes ou photos aériennes de l'IGN pour la période actuelle (1950 à aujourd'hui).

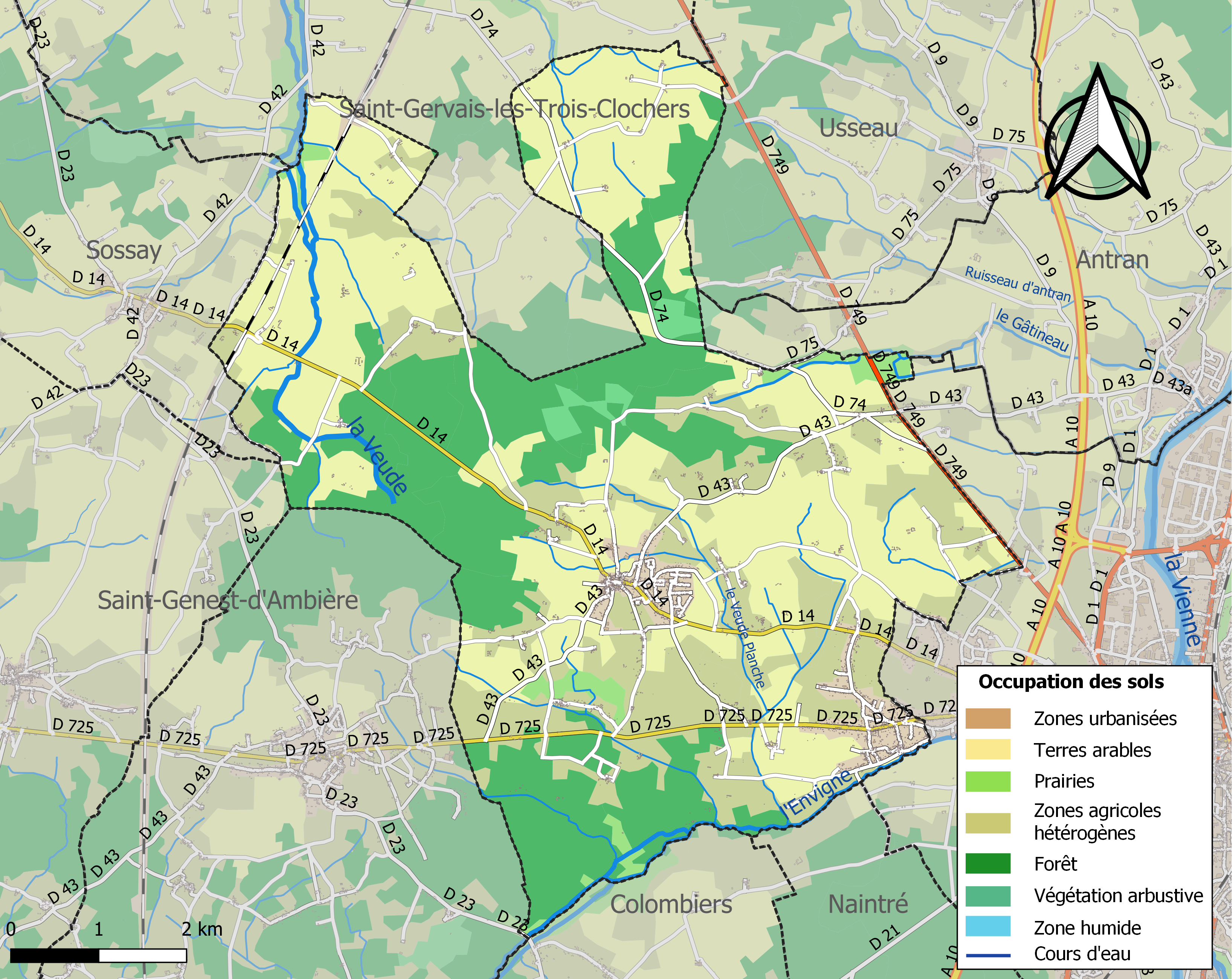
Carte des infrastructures et de l'occupation des sols de la commune en 2018 (CLC).

### Risques majeurs
Le territoire de la commune de Thuré est vulnérable à différents aléas naturels : météorologiques (tempête, orage, neige, grand froid, canicule ou sécheresse), inondations, feux de forêts, mouvements de terrains et séisme (sismicité modérée). Il est également exposé à un risque technologique,  le transport de matières dangereuses. Un site publié par le BRGM permet d'évaluer simplement et rapidement les risques d'un bien localisé soit par son adresse soit par le numéro de sa parcelle.

#### Risques naturels
Certaines parties du territoire communal sont susceptibles d’être affectées par le risque d’inondation par débordement de cours d'eau, notamment l'Envigne, la Veude. La commune a été reconnue en état de catastrophe naturelle au titre des dommages causés par les inondations et coulées de boue survenues en 1982, 1985, 1995, 1999, 2002 et 2010,.
Thuré est exposée au risque de feu de forêt. En 2014, le deuxième plan départemental de protection des forêts contre les incendies (PDPFCI) a été adopté pour la période 2015-2024. Les obligations légales de débroussaillement dans le département sont définies dans un arrêté préfectoral du 29 mai 2015,, celles relatives à l'emploi du feu et au brûlage des déchets verts le sont dans un arrêté permanent du 24 mai 2015,.

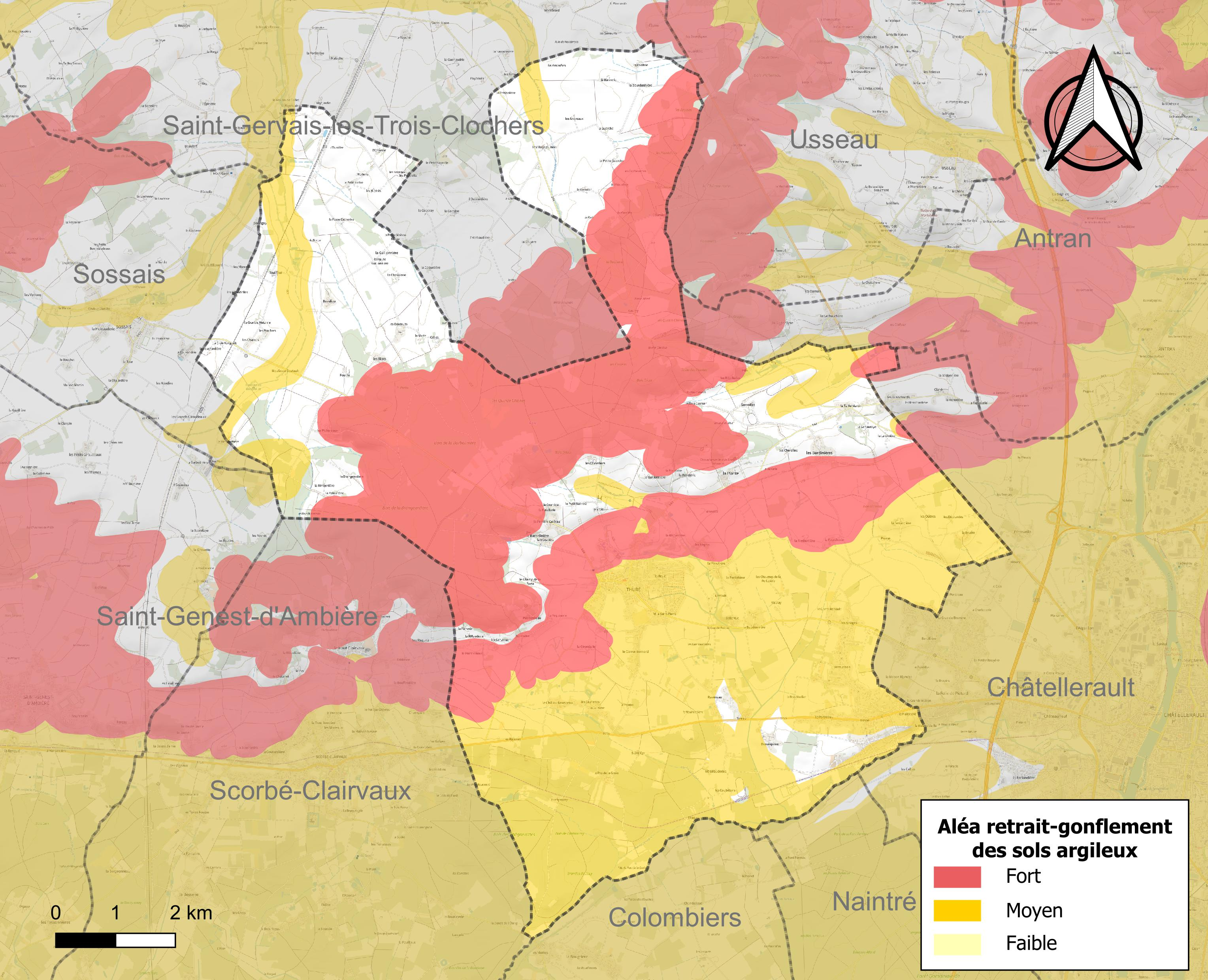
Carte des zones d'aléa retrait-gonflement des sols argileux de Thuré.

Les mouvements de terrains susceptibles de se produire sur la commune sont des affaissements et effondrements liés aux cavités souterraines (hors mines) et des tassements différentiels. Afin de mieux appréhender le risque d’affaissement de terrain, un inventaire national permet de localiser les éventuelles cavités souterraines sur la commune. Le retrait-gonflement des sols argileux est susceptible d'engendrer des dommages importants aux bâtiments en cas d’alternance de périodes de sécheresse et de pluie. 73,3 % de la superficie communale est en aléa moyen ou fort (79,5 % au niveau départemental et 48,5 % au niveau national). Depuis le 1er octobre 2020, en application de la loi ÉLAN, différentes contraintes s'imposent aux vendeurs, maîtres d'ouvrages ou constructeurs de biens situés dans une zone classée en aléa moyen ou fort,.
La commune a été reconnue en état de catastrophe naturelle au titre des dommages causés par la sécheresse en 1989, 1991, 1993, 1994, 2003, 2005 et 2017 et par des mouvements de terrain en 1999 et 2010.

## Toponymie
Le nom du village proviendrait de l’anthroponyme gallo-romain Thurius avec le suffixe latin de propriété « -acum » devenu « -ec » puis « -é »  et signifiant domaine de Thurius.

## Histoire
Comme le reste de la France, Thuré accueille favorablement les avancées de la Révolution française. Elle plante ainsi son arbre de la liberté, symbole de la Révolution. Il devient le lieu de ralliement de toutes les fêtes et des principaux événements révolutionnaires, comme la cérémonie en l’honneur des ambassadeurs de France tués lors du second congrès de Rastadt. En tant que symbole, il est attaqué lors de la réaction royaliste (1799).

## Politique et administration

### Tendances politiques et résultats
Le maire actuel de la commune de Thuré est Dominique Chaine et cela jusqu'en 2026. Il est accompagné d'un conseil composé de 22 adjoints et de 23 conseillers municipaux. Il a pour projet de faire de Thuré une commune qui préserve ses commerces et qui se fait entendre à la communauté d'agglomération. Le maire actuel vient du parti politique du PS et a été élu au second tour en 2014 avec 49,46% des voix. 

### Instances judiciaires et administratives
La commune relève du tribunal d'instance de Châtellerault, du tribunal de grande instance de Poitiers, de la cour d'appel de Poitiers, du tribunal pour enfants de Poitiers, du conseil de prud'hommes de Poitiers, du tribunal de commerce de Poitiers, du tribunal administratif de Poitiers et de la cour administrative d'appel de Bordeaux, du tribunal des pensions de Poitiers, du tribunal des affaires de la Sécurité sociale de la Vienne, de la cour d’assises de la Vienne.

### Services publics
Les réformes successives de La Poste ont conduit à la fermeture de nombreux bureaux de poste ou à leur transformation en simple relais. Toutefois, la commune a pu maintenir le sien.

## Population et société

### Démographie
L'évolution du nombre d'habitants est connue à travers les recensements de la population effectués dans la commune depuis 1793. Pour les communes de moins de 10 000 habitants, une enquête de recensement portant sur toute la population est réalisée tous les cinq ans, les populations de référence des années intermédiaires étant quant à elles estimées par interpolation ou extrapolation. Pour la commune, le premier recensement exhaustif entrant dans le cadre du nouveau dispositif a été réalisé en 2007.

En 2022, la commune comptait 2 787 habitants, en évolution de −3,26 % par rapport à 2016 (Vienne : +0,6 %, France hors Mayotte : +2,11 %).
| 1793  | 1800  | 1806  | 1821  | 1831  | 1836  | 1841  | 1846  | 1851  |
| ----- | ----- | ----- | ----- | ----- | ----- | ----- | ----- | ----- |
| 1 500 | 1 249 | 1 220 | 1 548 | 1 631 | 1 650 | 1 653 | 1 741 | 1 826 |

| 1856  | 1861  | 1866  | 1872  | 1876  | 1881  | 1886  | 1891  | 1896  |
| ----- | ----- | ----- | ----- | ----- | ----- | ----- | ----- | ----- |
| 1 821 | 1 801 | 1 729 | 1 674 | 1 720 | 1 757 | 1 814 | 1 988 | 1 971 |

| 1901  | 1906  | 1911  | 1921  | 1926  | 1931  | 1936  | 1946  | 1954  |
| ----- | ----- | ----- | ----- | ----- | ----- | ----- | ----- | ----- |
| 1 895 | 1 802 | 1 760 | 1 536 | 1 546 | 1 461 | 1 425 | 1 588 | 1 651 |

| 1962  | 1968  | 1975  | 1982  | 1990  | 1999  | 2006  | 2007  | 2012  |
| ----- | ----- | ----- | ----- | ----- | ----- | ----- | ----- | ----- |
| 1 669 | 1 704 | 2 127 | 2 249 | 2 335 | 2 512 | 2 738 | 2 762 | 2 877 |

| 2017  | 2022  | - | - | - | - | - | - | - |
| ----- | ----- | - | - | - | - | - | - | - |
| 2 878 | 2 787 | - | - | - | - | - | - | - |

En 2008, selon l’Insee, la densité de population de la commune était de 64 hab./km2, contre 61 hab./km2 pour le département, 68 hab./km2 pour la région Poitou-Charentes et 115 hab./km2 pour la France.

### Enseignement
L'EPLEFPA de Thuré :
- Assure la formation initiale ;
- Assure la formation par apprentissage, avec une antenne du CFAA 86, sous la tutelle du lycée de Venours ;
- Assure la formation adulte ;
- Est composé d’une exploitation ;
- Participe activement au développement et à l’animation rurale dans le cadre de la ferme découverte en relation avec les agriculteurs locaux et le ministère de l’Éducation Nationale.

Tableau récapitulatif des formations
| Niveaux | Formations                                | Lycée | CFA | Formation adulte |
| ------- | ----------------------------------------- | ----- | --- | ---------------- |
| V       | CAPA Travaux paysagers                    |       | X   |                  |
| V       | CAPA Productions horticoles               |       | X   | X                |
| V       | CAPA Services en milieu rural             | X     |     |                  |
| V       | BPA Travaux Aménagements paysagers        |       | X   | X                |
| IV      | Bac pro Aménagements paysagers            | X     | X   |                  |
| IV      | Bac pro Productions horticoles            | X     |     |                  |
| IV      | Bac pro CGEA Systèmes à dominante culture | X     |     |                  |
| III     | BTSA Aménagements paysagers               | X     | X   |                  |

Mais aussi d'autres formations courtes : CS Maçonnerie paysagère, certiphyto, stages préparatoires à l'installation, terre saine...

## Économie

### Agriculture
Selon la direction régionale de l'Alimentation, de l'Agriculture et de la Forêt de Poitou-Charentes, il n'y a plus que 24 exploitations agricoles en 2010 contre 48 en 2000.
Les surfaces agricoles utilisées ont diminué et sont passées de 2 063 hectares en 2000 à 1 878 hectares en 2010. 60 % sont destinées à la culture des céréales (blé tendre essentiellement mais du maïs), 20 % pour les oléagineux (colza et tournesol), 2 % pour les protéagineux et 2 % pour le fourrage. En 2000, sept hectares (zéro en 2010) étaient consacrés à la vigne.
Les élevages de  bovins, d'ovins et de volailles ont disparu au cours de cette décennie. La disparition de l'élevage de moutons est conforme à la tendance globale du département de la Vienne. En effet, le troupeau d’ovins, exclusivement destiné à la production de viande, a diminué de 43,7 % de 1990 à 2007.

### Commerce
Café James Café, épicerie Thuréchoppe, place du village.

### Tourisme
Parcours acrobatique en hauteur : Aventhuré.
La ferme découverte accueille les publics dans un but pédagogique. Elle propose notamment des ateliers buissonniers, de l'hébergement, ainsi que des stages artisanat et terroir.

## Culture locale et patrimoine

### Lieux et monuments

#### Patrimoine religieux
- Église Saint-Pierre, classée au titre des monuments historiques en 1910[39].

#### Patrimoine civil

##### Les carrières deTuffeau
Il existe de nombreuses anciennes carrières souterraines de tuffeau sur le territoire communal. Elles se trouvent au flanc du coteau qui domine le bourg, au nord. En 1869, il y en avait aux lieux-dits : la Pierre-Godeau, à Puydonneau, aux Blots, aux Pichereaux, à la Massardière, aux Plantes et au Germon.
Le sous-sol  en calcaire a, en effet, longtemps constitué une importante source de revenus pour la population villageoise. Le tuffeau a été utilisé comme pierre de construction dès l’époque gallo-romaine. Il a fait, par la suite, l’objet d’une exploitation intensive à partir du XIe siècle jusqu’au début du XXe siècle. L’exploitation à l’époque romaine se faisait principalement à ciel ouvert. À partir du Moyen Âge, les carriers ou « pierreyeux » ont préféré creuser à flanc de coteaux pour s’enfoncer dans la veine. Le tuffeau gardait ainsi une humidité qui en facilitait la taille. En effet, le tuffeau, à l’air libre, en s’asséchant, se durcit. Ces galeries peuvent s’étendre sur plusieurs kilomètres. Elles seront par la suite utilisées comme caves et  comme refuges souterrains : ce fut le cas pour celles du château de La Plante où une présence humaine certaine est attestée dès le Moyen Âge (découverte de poteries médiévales).
Le travail des carriers était particulièrement difficile. Il demandait une grande force physique. À l’aide d’un pic à long manche, le carrier creusait dans le front de taille une saignée d’environ 60 cm pour isoler le bloc à extraire. Il insérait ensuite dans ce sillon des coins en bois dur et sec avec un maillet. Ce coin était mouillé afin de gonfler et ainsi, par pression, provoquer une rupture à l’arrière du bloc. Le bloc était ensuite débité en pierres de construction qui étaient chargées sur une charrette pour être stockées à l’air libre et séchées.
Les carriers à temps plein étaient rares. C’étaient essentiellement des paysans  qui travaillaient à la carrière l’hiver pour s’assurer un complément de revenu. Au lendemain de la Première Guerre mondiale, cette activité disparut à la suite de l'augmentation de la mortalité masculine pendant la guerre, d’une désertification des campagnes et du fait, aussi, de la concurrence du ciment.

##### Le château de la Massardière

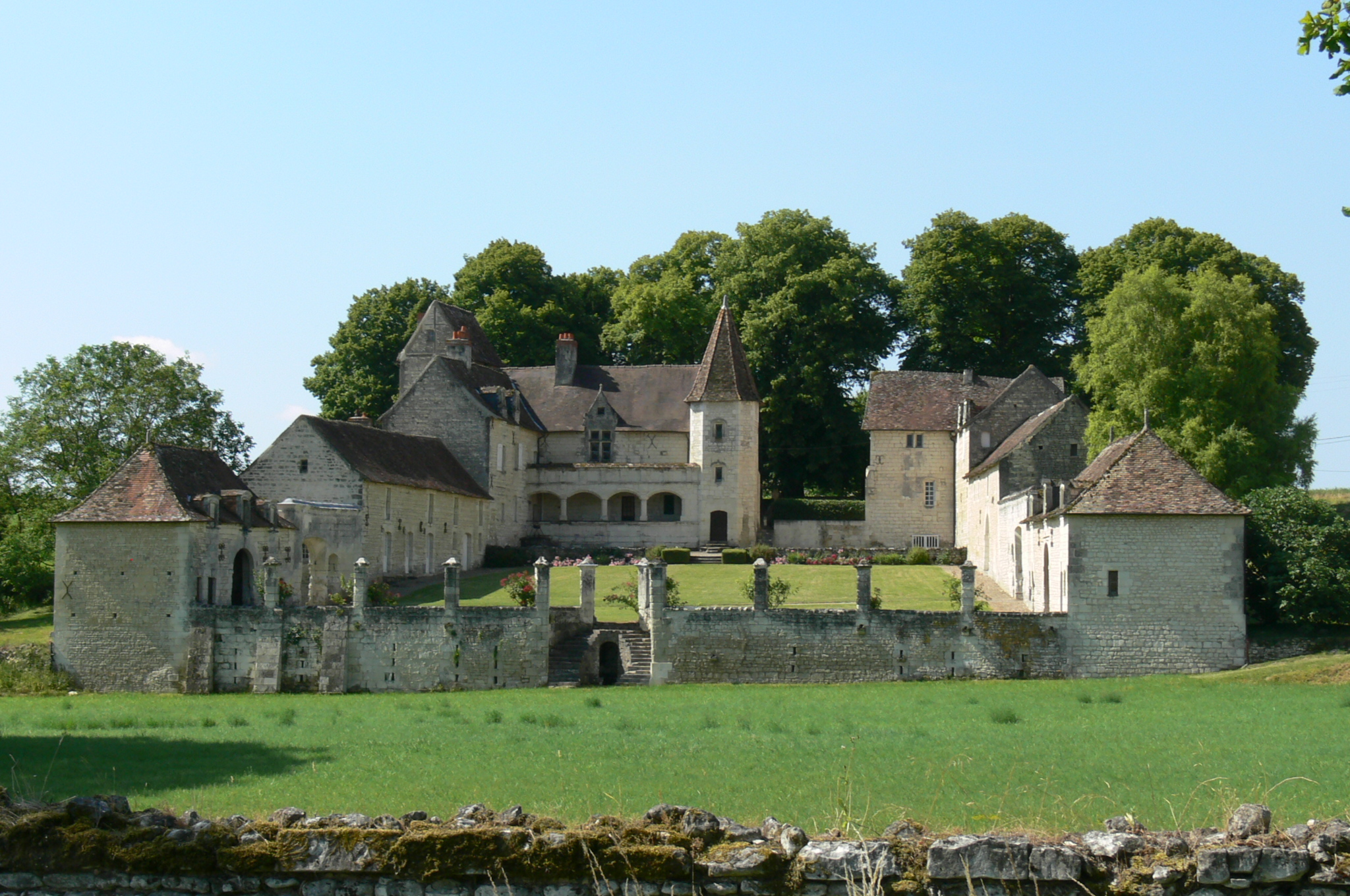
Vue d'ensemble du château.

Il date des XVe et XVIe siècles. La porte fortifiée franchie, on découvre un beau manoir de plaisance, dont les bâtiments sont reliés par une galerie construite autour des années 1520.
Le château s'inscrit dans l'angle d'un vaste domaine pourvu d'une cour centrale bordée de communs. L'accès à la propriété se fait par un joli portail comprenant, comme c'est souvent le cas en Poitou, une porte charretière et une porte piétonne en plein cintre, enrichi de pilastres, corniche, fronton triangulaire et consoles.
Le logis a une forme en L. Il compte une partie construite au XVe siècle qui comprend un corps de bâtiment accosté d'une tour d'entrée polygonale. Cette dernière abrite un escalier à vis. La porte fut remaniée mais la tour conserve deux petites baies moulurées, agrémentées d'un bardeau ornemental en accolade.
La façade antérieure de cette construction fut précédée au XVIe siècle d'une élégante galerie. Elle est composée de quatre arcatures à arc surbaissé reposant sur des colonnes octogonales. Le passage à ciel ouvert qui la surmonte est protégée par un garde-corps plein, orné de pilastres. La galerie et le passage permettent la circulation entre la tour desservant le logis et l'aile en retour d'équerre construites au XVIe siècle.
La chapelle est du XVIe siècle.
Les dépendances ont été édifiées au XVIIIe siècle. Elle délimitent une cour fermée par une balustrade.
On peut aussi admirer le colombier. Il a été classé monument historique en 1932.
Le château a été classé en 1932 pour le mur du bâtiment sud, le bâtiment, la poterne d'entrée, et en 1962 pour les façades et les toitures des bâtiments entourant la cour, la terrasse, le perron, le bois clos, la prairie et l'étang.

##### Autres monuments
- Vestiges du château fort des évêques de Poitiers, au sud de la place, dans une cour. Les communs sont du XVIIe siècle et la tour du XVe siècle.
- Le château de La Barbelinière

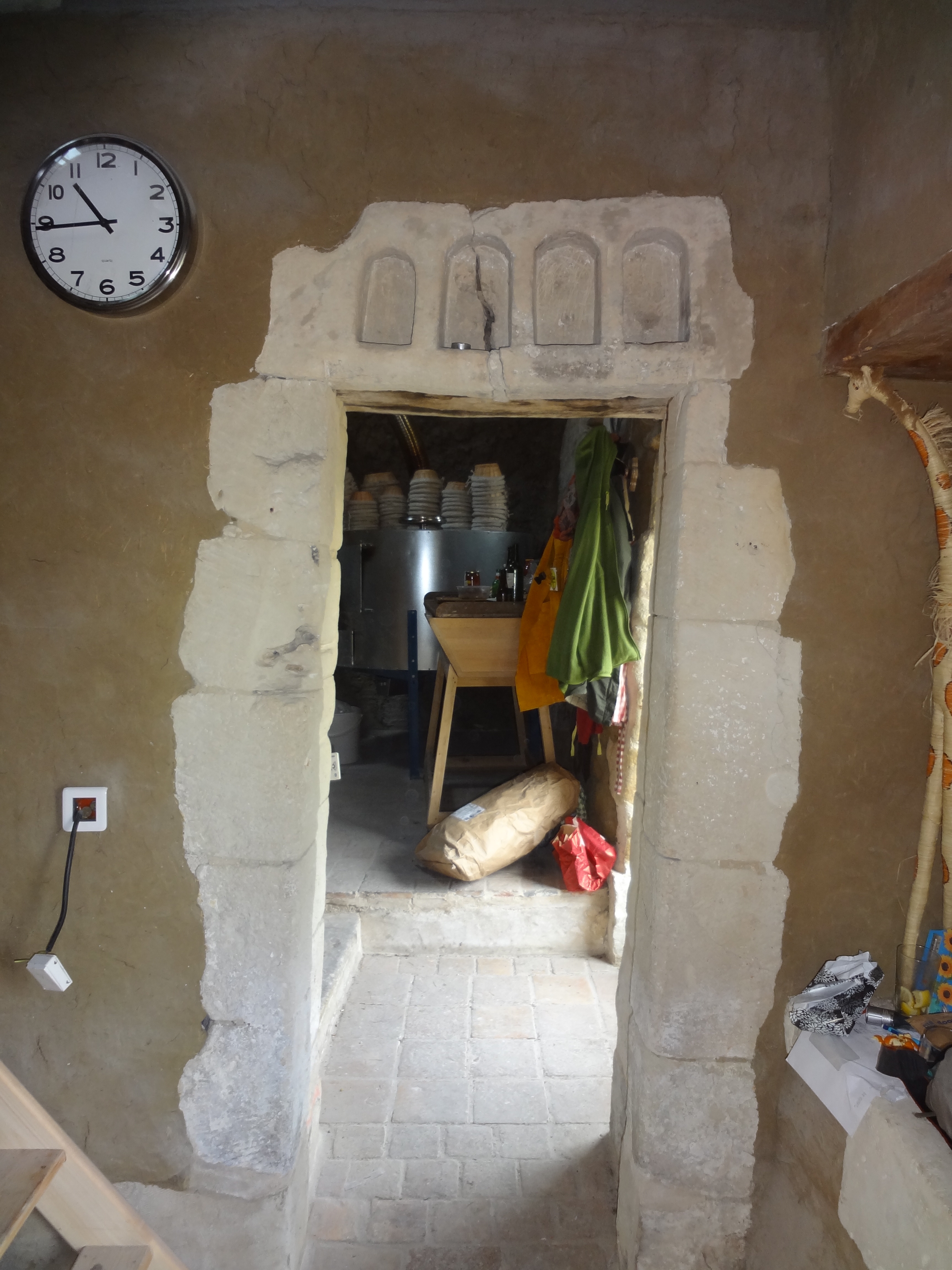
Linteau creusé de niches, dans une ferme de la commune.

- La mairie a été construite en 1902.
- Maison bourgeoise caractéristique du XVIIe siècle située au 9 place de la Liberté. Le bâtiment est doté de fenêtres moulurées et il est percé d'un œil-de-bœuf central original. La porte d'entrée est surmontée d'un fronton. La cave, comme celle de nombreuses maisons du bourg, donne accès à un réseau de souterrain reliant entre elles les maisons de Thuré.

### Personnalités liées à la commune
- Robert-Auguste Creuzé (1779-1842), maire de Châtellerault, député de la Vienne, banquier et entrepreneur de la Manufacture d'Armes de Châtellerault.
- Maurice Bedel (1883-1954), romancier, essayiste et journaliste français.
- Édith Cresson, femme politique française, ancienne maire de Thuré et Premier ministre.